# 敕祭社
敕祭社（日语：／ Chokusaisha）是祭禮之際天皇派遣敕使（稱為敕祭）的神社。至於別格伊勢神宮的每年五大祭（月次祭除外）雖然派遣敕使，但不稱為敕祭社。
敕祭社自古以來就存在，京都周邊的二十二社是其代表。
1868年（明治元年），明治天皇將冰川神社的祭事定為敕祭是近代的敕祭社之始。明治3年，定東京和附近的10社為准敕祭社（東京十社），屬於暫時性質，而非正式的敕祭社。冰川神社之後的敕祭社有1883年（明治16年）將賀茂祭、石清水祭定為敕祭的賀茂神社（賀茂御祖神社、賀茂別雷神社之合稱）和石清水八幡宮。以後數量增加，1945年（昭和20年）的終戰之年，共有以下的敕祭社。

## 敕祭社一覽
社名、所在地以現在爲準，惟舊外地神社使用戰前社名、地址。「式內」為式內社（名神為名神大社），「一宮」為各國一宮，「別表」用以區別別表神社、單立神社。
| 社名         | 社名         | 所在地         | 式內 | 一宮   | 二十二社 | 近代社格制度 | 別表 |
| ------------ | ------------ | -------------- | ---- | ------ | -------- | ------------ | ---- |
| 賀茂神社     | 賀茂別雷神社 | 京都市北區     | 名神 | 山城國 | 二十二社 | 官幣大社     | 別表 |
| 賀茂神社     | 賀茂御祖神社 | 京都市左京區   | 名神 | 山城國 | 二十二社 | 官幣大社     | 別表 |
| 石清水八幡宮 | 石清水八幡宮 | 京都府八幡市   |      |        | 二十二社 | 官幣大社     | 別表 |
| 春日大社     | 春日大社     | 奈良縣奈良市   | 名神 |        | 二十二社 | 官幣大社     | 別表 |
| 熱田神宮     | 熱田神宮     | 名古屋市熱田區 | 名神 |        |          | 官幣大社     | 別表 |
| 出雲大社     | 出雲大社     | 島根縣出雲市   | 名神 | 出雲國 |          | 官幣大社     | 別表 |
| 冰川神社     | 冰川神社     | 埼玉市大宮區   | 名神 | 武藏國 |          | 官幣大社     | 別表 |
| 鹿島神宮     | 鹿島神宮     | 茨城縣鹿嶋市   | 名神 | 常陸國 |          | 官幣大社     | 別表 |
| 香取神宮     | 香取神宮     | 千葉縣香取市   | 名神 | 下總國 |          | 官幣大社     | 別表 |
| 橿原神宮     | 橿原神宮     | 奈良縣橿原市   |      |        |          | 官幣大社     | 別表 |
| 近江神宮     | 近江神宮     | 滋賀縣大津市   |      |        |          | 官幣大社     | 別表 |
| 平安神宮     | 平安神宮     | 京都市左京區   |      |        |          | 官幣大社     | 別表 |
| 明治神宮     | 明治神宮     | 東京都渋谷區   |      |        |          | 官幣大社     | 別表 |
| 靖國神社     | 靖國神社     | 東京都千代田區 |      |        |          | 別格官幣社   | 單立 |
| 宇佐神宮     | 宇佐神宮     | 大分縣宇佐市   | 名神 | 豐前國 |          | 官幣大社     | 別表 |
| 香椎宮       | 香椎宮       | 福岡市東區     |      |        |          | 官幣大社     | 別表 |
| 朝鮮神宮     | 朝鮮神宮     | 京畿道京城府   |      |        |          | 官幣大社     |      |

現在的敕祭社除終戰廢社的朝鮮神宮，共16社。其中，宇佐神宮和香椎宮每10年、鹿島神宮和香取神宮每6年、靖國神社春秋二度的大祭派遣敕使。